# Shrek
Shrek je računalno animirani film iz 2001. baziran na bajci Williama Steiga iz 1990., a njegova je animacija započela još 31. listopada 1996. i trajala više od četiri i pol godine. Ovo je prvi dio Shrek serijala.
Shrek je bio prvi film koji je dobio Oscara u kategoriji za najbolji animirani film, koja je po prvi put uvedena za filmsku godinu 2001., a trenutačno se nalazi na 160. mjestu popisa 250 najboljih filmova svih vremena na najvećoj internetskoj bazi podataka o filmu IMDb. Film je bio naveliko hvaljen od strane kritičara, a odlično su ga prihvatili i djeca i odrasli.
Shrek je bio toliko uspješan da je pomogao svojoj produkcijskoj kompaniji DreamWorks u zauzimanju mjesta najvećeg konkurenta Walt Disney Picturesu u polju dugometražnih animiranih filmova, naročito onih računalno animiranih. Kasnije je Shrek postao i maskota kompanijinih produkcija animiranih filmova.
Kao glasovi glavnih likova pojavljuju se Mike Myers kao veliki zeleni ogr po imenu Shrek, Eddie Murphy kao brbljivi magarac koji slučajno upoznaje Shreka, Cameron Diaz kao princeza Fiona i John Lithgow kao umišljeni lord Farquaad.

## Radnja
Priča govori o ogru Shreku koji živi povučenim životom u svojoj močvari sve dok jednog dana slučajno ne upoznaje brbljivog magarca i ode do dvorca lorda Farquaada, koji ga pošalje na misiju spašavanja princeze Fione, kojom se on namjerava oženiti i koja se nalazi u najvišoj sobi najvišeg tornja dvorca, kojeg okružuje lava i čuva zmaj. Tijekom misije Shrek se sprijatelji s magarcem i zaljubljuje u Fionu.

## Uloge
| Ime          | Engleska verzija | Hrvatska verzija      |
| ------------ | ---------------- | --------------------- |
| Shrek        | Mike Myers       | Aleksandar Cvjetković |
| Mago         | Eddie Murphy     | Janko Rakoš           |
| Fiona        | Cameron Diaz     | Renata Sabljak        |
| Lord Farquad | John Lithgow     | Galiano Pahor         |

Ostali glasovi:
- Tomislav Jelinčić
- Ronald Žlabur
- Slaven Knezović
- Zoran Simikić
- Mario Huljev
- Anja Nigović
- Roman Wagner
- Marijana Mikulić
- Goran Malus
- Luka Peroš
- Lena Politeo
- Ozren Grabarić
- Hrvoje Klobučar
- Alen Šalinović
- Siniša Ružić
- Robert Ugrina
- Krunoslav Klabučar
- Redatelj sinkronizacije: Nikola Klobučarić
- Sinkronizacija: Project 6 studio

## Nastavci
- Shrek 2 u našim je kinima premijerno prikazan 26. kolovoza 2004., a u SAD-u je pretekao Potragu za Nemom kao animirani film s najvećom zaradom tijekom prvog vikenda prikazivanja.
- Shrek Treći je po prvi put najavljen 2. lipnja 2004., a u kina je stigao tijekom 2007.
- Shrek uvijek i zauvijek je najavljen 19. kolovoza 2004., a u kina je stigao tijekom 2010., to je ujedno i zadnji nastavak Shreka.

## Nagrade i nominacije
Osvojio nagradu Saturn za najbolje specijalno DVD izdanje.

## Vanjske poveznice
- Shrek 2 u internetskoj bazi filmova IMDb-a